# Ungkarl
En ungkarl er en mand der ikke er gift eller ikke er i et fast parforhold.